# Florian Jozefzoon
Florian Jozefzoon (* 9. února 1991, Saint-Laurent-du-Maroni, Francouzská Guyana) je nizozemský fotbalový záložník, který v současnosti působí v klubu PSV Eindhoven. Hraje na kraji zálohy.

## Klubová kariéra
Profesionální fotbalovou kariéru zahájil v Ajaxu, klubu, ve kterém prošel proslulou mládežnickou akademií. S Ajaxem vyhrál ligovou soutěž Eredivisie (v sezóně 2010/11). Ligový ročník 2011/12 strávil na hostování v celku NAC Breda. V červnu 2012 odešel do RKC Waalwijk a v červenci 2013 do PSV Eindhoven.

## Reprezentační kariéra
Florian Jozefzoon byl členem nizozemských mládežnických výběrů od kategorie U19.
V červnu 2013 byl nominován na Mistrovství Evropy hráčů do 21 let konané v Izraeli. S týmem se dostal do semifinále, kde Nizozemsko vypadlo s Itálií po porážce 0:1.